# Dirk Husemann
Dirk Husemann (* 1965) ist ein deutscher Schriftsteller, Historiker und Archäologe. Neben historischen Romanen schreibt er Sachbücher und Reportagen.

## Leben
Husemann studierte Ur- und Frühgeschichte, Klassische Archäologie und Ethnologie in Münster. Als freier Autor und Journalist veröffentlicht er unter anderem Artikel in Zeitschriften wie GEO, Spektrum der Wissenschaft und Spiegel Online. Sein Debütroman Ein Elefant für Karl den Großen erschien 2015 und wurde in fünf Sprachen übersetzt. 2022 bekam er den Kulturpreis der Stadt Lünen verliehen. Er lebt in Ostbevern bei Münster.

## Veröffentlichungen (Auswahl)

### Romane
- Ein Elefant für Karl den Großen, Bastei-Lübbe, 2015, ISBN 978-3-404-17236-8
- Die Seidendiebe, Bastei-Lübbe, 2016, ISBN 978-3-404-17381-5
- Die Eispiraten, Bastei-Lübbe, 2017, ISBN 978-3-404-17541-3
- Die Bücherjäger, Bastei-Lübbe, 2018, ISBN 978-3-404-17693-9
- Das schwarze Feuer von Byzanz, Bastei-Lübbe, 2019, ISBN 978-3-404-17839-1
- Die Romanfabrik von Paris, Bastei-Lübbe, 2020, ISBN 978-3-404-18311-1

### Sachbücher
- Die Neandertaler: Genies der Eiszeit, Campus 2005, ISBN 978-3-593-37642-4
- Spiele, Siege und Skandale: Dirk Husemann erzählt vom antiken Olympia, Campus, 2007, ISBN 978-3-593-38266-1
- Vaterschaftstest für Pharao: Wie Genforschung archäologische Rätsel entschlüsselt, Theiss, 2008, ISBN 978-3-8062-2143-5